# GOLD CLASS
GOLD CLASS（ゴールド・クラス）は、日本のプロレス団体DRAGON GATEのユニット。

## 概要
- 2021年12月15日の後楽園ホール大会で土井成樹が、女性ファンの人気が出るユニットを作ると発表する。そのセンターとして箕浦康太を呼び出すが、箕浦に断られる。
- 2022年2月4日の後楽園ホール大会で行われた3WAYタッグマッチに勝利した箕浦が、ついに土井を呼び出し新ユニットを提案するが、土井は拒否だったものの箕浦の熱意に応えて新ユニット結成の意志を確認した。その後R・E・Dを追放され、Eitaと行動していた石田凱士が加入した。なお、土井と一緒に行動していた吉田隆司は土井の新ユニットのコンセプトから反していたため、そのまま強制追放された。
- 2022年3月3日後楽園ホール大会で新ユニット名を「GOLD CLASS」と発表した。また土井から箕浦へのプレゼントとして箕浦康太のミニバージョン、ミノリータが加入した。
- 同年9月8日後楽園ホール大会で行われたHIGH-END vs GOLD CLASSの6人タッグマッチにて、HIGH-ENDのBen-Kが同ユニットに属するYAMATOに裏切りのスピアーを喰らわせGOLD CLASSに電撃加入した。
- 2023年1月11日、後楽園ホール大会でB×Bハルクが所属していたZ-Bratsを裏切りGCに加入。
- 同年8月よりミノリータが前十字靭帯断裂につき長期欠場へ。
- 2024年から箕浦康太がスランプに陥る。
- 同年6月4日後楽園ホール大会にてミノリータが約10ヶ月ぶりの復帰を果たす。
- 翌6月5日後楽園ホール大会で行われたYAMATOとの敗者髪切りマッチに箕浦が敗れ、髪を失う。この日以降、箕浦は全大会第1試合でのシングルマッチを強いられる。
- 7月5日後楽園ホール大会で行われた望月親子対決の試合後に、Ben-Kが望月ジュニアを気遣いながら共に退場する。
- 7月7日エディオンアリーナ大阪大会のメインイベント終了後、GCがトライアングルゲート王者組のNATURAL VIBESへ挑戦を表明する。GC側のメンバーが足りない中、Ben-Kが呼び込んだのは望月ジュニア。GCへ加入を果たし、ハルク、ミノリータと共に挑戦へ。
- 8月1日後楽園ホール大会にて不調の箕浦に喝を入れるべく、ミノリータが箕浦とシングルマッチを行った。結果は箕浦が勝利し、共にトップ戦線へ行くことを誓い合ったが、そこへZ-Bratsが横入り。GCを集団リンチし、ミノリータにシュンのオーバーマスクを被せると、そのままミノリータを拉致した。同日メイン終了後、GCが乱入。箕浦が「ミノリータをどこへやったのか」ZBへ問うも、シュン曰くミノリータはもう存在しておらず、それに近い存在らしきミニ•スカイウォーカーという名を出した。そして横浜武道館大会にて「ミノリータ・コントラ・ミニ•スカイウォーカー−GOLD CLASS vs Z-Brats 全面対抗戦−」が組まれた。
- 8月12日 、ミノリータを賭けたZ-Bratsとの全面対抗戦。GCはミノリータを除くフルメンバーで出陣。対するZ-Bratsは"ミニスカイウォーカー"を引き連れ入場。実質5対4という数的不利な状況を強いられるも、試合終盤、ミニスカイウォーカーが自らマスクを剥ぎ、正体が"ミノリータ"であることを明かすとGCに加勢したことでGCが勝利を納め、ミノリータ奪還に成功した。試合後、ミノリータは"ミニスカイウォーカー"としての姿はZ-Bratsを欺く為の作戦であったことを明かした。しかしその直後、箕浦康太が凶器攻撃でミノリータを一蹴。最近の自身の不調や仲間への不満を理由に箕浦康太がGCを裏切りZ-Bratsへ加入した。
- 8月13日、箕浦に裏切られたミノリータがリングネームを「Riiita」に変更した。
- 9月5日、後楽園ホール大会にてz-Bratsのシュン・スカイウォーカー、KAI、ジェイソンリー、箕浦組と対戦。試合は場外乱闘で大荒れとなるが、途中Z-Brats側から一時帰国していたギアニーヴァレッタが試合に乱入し、収拾がつかなくなり無効試合となる。試合後、箕浦は来月の後楽園ホール大会でZ-BratsとGCいずれかの敗者のユニット追放マッチを提案。GCもこれを受諾し10・4後楽園でのBen-K、ハルク、Rⅲta、望月ジュニアvs Z-Brats選抜メンバーによる「敗者ユニット脱退マッチ」が組まれた。
- 10.4後楽園ホール大会にてシュン、箕浦、ギアニー、帆希組を相手に敗者ユニット脱退マッチで対戦。GC側は箕浦に標準を絞るが反則行為に翻弄され反撃を許してしまうと、蘇生した箕浦がハルクにGolden Roseを決めて勝利。ハルクの脱退が決まった。
- 2025年1月11日京都KBS大会にてJACKY KAMEI加入
- 4月7日後楽園ホール大会にて豹とルイス・マンテを勧誘。ルイス・マンテには断られる。豹の獲得にNATURAL VIBESも名乗りを上げ、豹・コントラ・豹ルールによる争奪戦が決定。また、豹を勧誘に成功したらユニット名をLOVE&PEACEにするとBen-Kが宣言する
- 5月9日後楽園ホール大会にて豹・コントラ・豹マッチに勝利。豹が加入する
- 5月25日サッポロ・イーワン・スタジアム大会のバックステージにて、GOLD CLASS・コントラ・LOVE&PEACEマッチの開催が決定
- 6月5日後楽園ホール大会にてGOLD CLASS・コントラ・LOVE&PEACEマッチを行った。試合はGOLD CLASS推進派が勝利したが、試合後に登場した箕浦とのマイクによってLOVE&PEACEへの変更が決定した

## メンバー
- Ben-K
- 豹
- Riiita
- 望月ジュニア
- JACKY KAMEI

## 元メンバー
- 石田凱士（結成 - 2022年7月24日脱退）
- 土井成樹（結成 - 2022年9月23日脱退）
- 箕浦康太（結成 - 2024年8月12日脱退）
- B×Bハルク（2023年1月11日 - 2024年10月4日脱退）

## 特色
- 結成当初は女性ファン獲得&奪回がモットーであったため、イケメン&細マッチョである事がユニットの条件であった。
- 2022年6月3日後楽園大会の後にユニットのシフトチェンジを宣言、以降無法ファイトを見せるようになる。同年7月後楽園大会のメインイベントにて行われたオープン・ザ・ドリームゲート選手権試合《王者》KAI vs《挑戦者》近藤修司の試合に箕浦が乱入し、ノーコンテスト裁定となった。
- Ben-K、ハルクの加入後は無法ファイトは落ち着き、入場パフォーマンスで箕浦が金色の薔薇をお客さんと交換したり、ユニットテーマ曲を一曲フルで入場することも珍しくなくなった。

## タイトル歴
- オープン・ザ・ドリームゲート王座

第39代：Ben-K（2024年6月4日獲得、2024年7月21日陥落/防衛0回）
- オープン・ザ・ブレイブゲート王座

第46代：ミノリータ（2022年12月25日獲得、2023年3月4日陥落/防衛0回）
- オープン・ザ・トライアングルゲート王座

第77代：箕浦康太 with ミノリータ＆土井成樹＆石田凱士（2022年3月5日獲得、2022年5月5日陥落/防衛0回）
第84代：箕浦康太＆Ben-K＆B×Bハルク（2023年1月22日獲得、2023年5月20日陥落/防衛3回）
第86代：土井成樹＆箕浦康太＆ミノリータ（2023年7月2日獲得、2023年8月26日返上/防衛0回）
- 御万人王座「琉王」

第10代：Ben-K（2022年10月2日獲得、2022年11月13日陥落/防衛1回）
- KING OF GATE優勝

箕浦康太（2023年）